# Parti national panafricain
Le Parti National Panafricain (PNP) est un parti politique togolais, fondé par Tipki Atchadam le 19 avril 2014. Son objet est d’« œuvrer pour l’enracinement de la démocratie, la bonne gouvernance, l’alternance, la conquête du pouvoir par le suffrage universel et son exercice dans le respect des valeurs de la République ». Son siège est à Sokodé.

## Histoire
Il est notamment à l'origine des manifestations du 19 août 2018 au Togo. Cet évènement pousse différents observateurs à déclarer que le PNP « s’impose comme acteur important de l’opposition togolaise » ; Gerry Taama déclarant que le PNP est « le premier parti dont le pouvoir a peur au Togo ».
Le Dr Kossi Sama, secrétaire général du PNP, rencontre le Ministère de l'Europe et des affaires étrangères à Paris le 2 avril 2019.
Après plusieurs mois de silence, en juin 2020, le parti annonce reprendre ses réunions politiques sur internet.